# Chrám Jupitera Optima Maxima
Chrám Jupitera Optima Maxima, v doslovném překladu Chrám Jupitera Nejlepšího a Největšího (latinsky Aedes Iovis Optimi Maximi, italsky Tempio di Giove Ottimo Massimo), někdy nazývaný též Chrám Jupitera Kapitolského, byl nejdůležitější chrám starověkého Říma zasvěcený bohu Jupiterovi (Iovovi) a také bohyním Juno a Minerva. Nacházel se na Kapitolském pahorku. Šlo o nejstarší chrám v Římě, dle tradice vystavěný roku 509 př. n. l. Chrám byl epicentrem římského společenského života, začínaly u něj například Římské hry (Ludi Romani). Při slavnostních příležitostech u něj zasedal římský senát. Stavba měla začít za krále Tarquinia Priska a skončit na samém sklonku existence Římského království, za vlády Tarquinia Superba. Chrám byl prý na svou dobu mimořádně veliký, dle Boëthia 60 metrů na výšku, což by odpovídalo největším starořeckým chrámům; tento údaj se ale většině historiků nezdá důvěryhodný, zvláště když na dochované minci z roku 78 př. n. l. má chrám jen čtyři sloupy. Byl obklopen Area Capitolina, okrskem, kde byly četné svatyně, oltáře, sochy a vítězné trofeje. Chrám nesl znaky etruské architektury a k jeho výzdobě byla přizvána také řada etruských umělců. Původní chrám byl dřevěný a v roce 83 př. n. l. byl zničen požárem. Při rekonstrukci byli povoláni řemeslníci hlavně z Řecka, a předpokládá se tedy, že druhý chrám nesl slohové znaky řeckého chrámu. Rekonstrukce byla dokončena roku 69 př. n. l. Další požáry (v letech 69 a 80) si vyžádaly dvě další rekonstrukce, které se dle dostupných informací nepokoušely obnovit zničenou podobu, ale spíše odpovídaly aktuální architektonické módě. Původní či druhá podoba chrámu tak není známa a je pouze odhadována. Čtvrtá podoba chrámu přežila až do pádu Římské říše. V 5. století však byla svatyně pobořena zřejmě z náboženských důvodů, roku 455 ji pak vyplenili Vandalové. Ve středověku a renesanci byly zbytky stavby rozebrány kvůli získání stavebního materiálu. Dochovaly se tak pouze základy a ruiny pódia. Dnes jsou součástí Kapitolských muzeí (Musei Capitolini).